# Paul Eyschen
Paul Eyschen (ur. 9 września 1841 w Diekirch, zm. 11 października 1915 w Luksemburgu) – luksemburski polityk. Ósmy premier Luksemburga, sprawujący urząd od 22 września 1888 roku do 11 października 1915 roku.